# Sebastianismo

Retrato do Rei D. Sebastião (1571-74), O Desejado, por Cristóvão de Morais, Museu Nacional de Arte Antiga

O sebastianismo foi uma crença ou movimento profético que surgiu em Portugal em fins do século XVI como consequência do desaparecimento do rei D. Sebastião na Batalha de Alcácer-Quibir, em 1578, que gerou uma crise de sucessão em Portugal. 
Acreditava-se que D. Sebastião voltaria para salvar Portugal dos problemas desencadeados pelo seu desaparecimento. Trata-se de um messianismo adaptado às condições lusas e à cultura de Portugal e traduz uma inconformidade com a situação política vigente e uma expectativa de salvação da nação, ainda que miraculosa, através do retorno de um morto ilustre.

## O desaparecimento de D. Sebastião
Notícias de que a expedição militar de Dom Sebastião ao norte de África, a fim de conquistar Marrocos, teria sido mal-sucedida, começaram a chegar a Portugal a partir de 10 de agosto de 1578. Primeiro procurou-se conter a informação, para evitar maiores alardes entre os que tinham ficado em Portugal.
Não se tinha total certeza se o rei morrera e se o trono estava de facto vago, mas à medida que aos poucos regressavam a Portugal os raros sobreviventes que tinham partido com D. Sebastião gradualmente se compreendeu que o exército real havia sido desbaratado pelos mouros em Alcácer-Quibir. Uns maldisseram a empreitada, outros culpavam o rei, a Câmara de Lisboa ou até o cardeal D. Henrique, seu tio-avô, que tinha sido contra a ida a Marrocos. Procurou-se então um sucessor para o trono, a fim de “aquietar o povo que bramava com magua do damno geral”.
Após o desaparecimento de D. Sebastião no norte da África, foi o seu tio-avô, o cardeal D. Henrique que subiu ao trono. D. Henrique contava já com 66 anos e era cardeal da Igreja Católica. A princípio, aceitou somente ser "governador e defensor do reino", mas eventualmente aceitou a Coroa e retirou-se do Mosteiro de Alcobaça, onde vivia, para ser coroado a 28 de agosto de 1578, 14 dias após a chegada a Portugal da primeira notícia do desaparecimento de Dom Sebastião na Batalha de Alcácer-Quibir. D. Henrique reinou somente por dois anos: morreu em janeiro de 1580.

Estandarte pessoal de D. Sebastião.

Morto D. Henrique, deu-se uma disputa pela sucessão ao trono português por falta de herdeiros directos. Logo após a morte do cardeal-rei, um conselho de cinco governadores organizado por D. Henrique assumiu o governo do reino. Meses depois, quem reivindicou o trono e chegou a ser aclamado em algumas cidades foi o Prior do Crato, D. António, sobrinho de D. Henrique. Embora fosse filho bastardo do Infante D. Luís (portanto, neto do Rei D. Manuel I), D. António gozava de muita popularidade entre os portugueses, e havia combatido com Dom Sebastião em Alcácer-Quibir.
Mas a pretensão de D. António foi infrutífera, acabando o trono nas mãos do seu primo, o rei Filipe II do ramo espanhol da casa de Habsburgo, que derrotou D. António na Batalha de Alcântara e forçou-o ao exílio. 
Vários setores da população não acreditavam na morte do rei, divulgando a lenda de que ele ainda se encontrava vivo, apenas esperando o momento certo para voltar ao trono e afastar o domínio estrangeiro. De certa maneira, isso ecoava uma crença no chamado "rei encoberto", que povoara a Península Ibérica, e que se manifestara fortemente durante as revoltas das "Germaníadas" em Valência, durante o reinado do imperador Carlos V. Mesmo passados vários anos do desaparecimento de Dom Sebastião, havia em Portugal esperança de que ele retornasse ao Reino. 

### Os impostores
Entretanto, foi com o aparecimento dos chamados falsos "D. Sebastião" que aquilo que era uma crença difusa acabou por ganhar contornos políticos mais definidos, e em alguns casos, mais preocupantes para Madrid que, com o reinado de Dom Filipe II (da Espanha, I em Portugal), era sede da União Ibérica. Vários pretendentes tentaram passar-se pelo rei desaparecido e foram punidos com a morte. Um caso emblemático foi o do “Confeiteiro de Madrigal”, um jovem de nome Gabriel de Espinosa, que tinha mulher e filho, era bonito, sabia falar francês e alemão, mas não português – assegurava que tinha esquecido no cativeiro. Foi enforcado.
O caso mais emblemático e importante foi o do "Sebastião de Veneza", um calabrês, Marco Túlio Cattizzone, que se fizera passar por D. Sebastião. Cattizzone tinha mulher e filhos vivos, mas, ainda assim, foi tão convincente que, por pouco, não escapou com vida, já que, excepto o facto de não falar português, houve pessoas próximas a Dom Sebastião que garantiram estar na presença do próprio. Mesmo assim, todos acabaram condenados à morte. O Sebastião de Veneza obteve o apoio de vários fidalgos, letrados e religiosos portugueses, muitos deles ligados a "corte" exilada de D. António, prior do Crato, que disputara com Filipe II a sucessão da coroa portuguesa. Entre eles, João de Castro (1551-1623), neto do homónimo navegador e vice-rei português da Índia (1500-1548), que dedicou seus anos finais de vida a provar e defender a causa sebastianista.

## Sebastianismo em Portugal

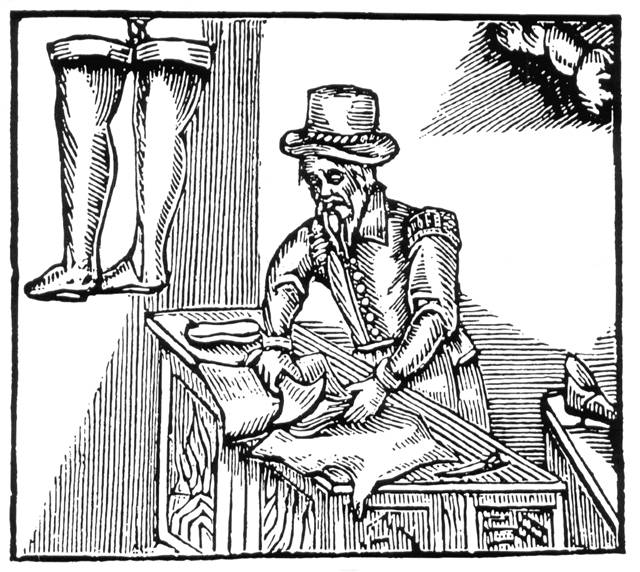
Gravura do Bandarra.

Foi João de Castro que deu forma letrada e constituiu um corpo mais teórico ao que antes era um conjunto de esperanças no retorno de um rei desejado.
Nos seus tratados, João de Castro uniu a tradição exegética e apocalíptica do Livro de Daniel, o Livro do Apocalipse, e os fundamentos proféticos da monarquia portuguesa. Entre eles, o Milagre de Ourique, que ganhara novas cores com o Juramento de Afonso Henriques, diploma forjado nos anos 1590 no mosteiro de Alcobaça, e, sobretudo, as Trovas  de Gonçalo Annes Bandarra, escritas antes de 1540.
Foi João de Castro que editou e fez imprimir a primeira versão das Trovas que até então circulavam manuscritas ou oralmente. No seu Paráfrase e Concordância, lançado na França em 1603, transcreveu e comentou os versos do sapateiro de Trancoso, buscando mostrar como as trovas enigmáticas e proféticas só poderiam indicar a volta de Sebastião I para retomar o trono português e expulsar os castelhanos. Os escritos do Castro eram lidos e bem recebidos em especial pelos portugueses insatisfeitos com o jugo estrangeiro, tendo sido mais tarde citados por outros sebastianistas como Sebastião de Paiva em Tratado da Quinta Monarquia e Félix da Costa em Exposição do XI, XII & XII Capítulos do IV Livro do Profeta Esdras.
Outro sebastianista importante foi Manuel Bocarro Francês, um cristão-novo, médico, matemático e astrólogo – que, apesar do nome, era português. Este “procuraria comprovar o destino da grandeza de Portugal através da interpretação combinada de textos, integrando, através de seus escritos, um variado conjunto de estudiosos das chamadas ‘ciências mágicas de seu tempo’”. Acabou por morrer em 1630 sem fazer a profecia astrológica que se esperava dele.
A ideia de que D. Sebastião aguardava numa ilha desconhecida o momento oportuno para se revelar difundiu-se naturalmente. Alguns davam-lhe o nome de "Ilha Encoberta", ao passo que outros diziam ser Antilia, lembrando as ilhas míticas não identificadas que geógrafos, marinheiros e cartógrafos supunham existir, ou alegavam ter avistado e até visitado.
Passados 62 anos após a notícia do desaparecimento de Dom Sebastião, o culto ganhou novos contornos, sobretudo após Portugal ter permanecido tanto tempo sob o comando de espanhóis, durante o período da União Ibérica. No dia 1 de dezembro de 1640, um grupo de conjurados chefiados pelo Duque de Bragança (futuro D. João IV, da dinastia de Bragança), depôs em Lisboa o representante de Filipe III e restaurou a independência de Portugal. Assim, o movimento tomou novas características por todo o Império Português. 

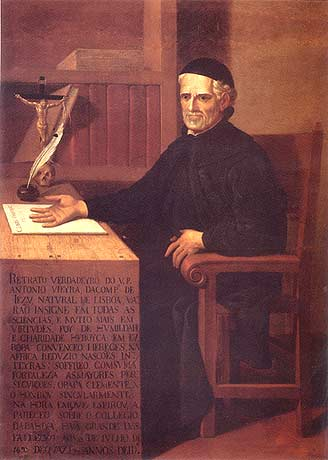
Padre António Vieira

Houve uma adequação da crença sebástica para uma ideologia restauracionista ao serviço da causa de João IV.  O jesuíta António Vieira foi um dos principais articuladores dessa construção profética. Ainda que não tenha terminado as suas obras proféticas, dedicou-se a elas de modo sistemático no fim da sua vida e já após o fim das Guerra de Restauração (1640-1668) contra a Espanha, escrevendo, entre outros, a Clavis Prophetaruam e a História do Futuro. Juntamente com as Trovas do Bandarra, a História do Futuro é um dos textos sebastianistas mais importantes. Na História, António Vieira antecipava um rei português que unisse o mundo sob a sua autoridade temporal e a autoridade espiritual do Papa, inaugurando assim um período de inigualável prosperidade que duraria até à vinda do Anticristo. Acusado de heresia, foi preso pela Inquisição entre outubro de 1665 e dezembro de 1667.
A Inquisição procurou censurar o sebastianismo e confiscar quaisquer textos associados à crença, nomeadamente as Trovas, a fim de impedir a sua difusão, mas com fracos resultados. Em 1727 o Inquisidor-mor D. Veríssimo de Lencastre ordenou que o epitáfio da campa do Bandarra fosse apagado.
Sobre a percepção popular na época, a historiadora Laura de Mello e Souza ressalta a história de Joana da Cruz, uma jovem pastora que foi degredada ao Brasil pela Inquisição por suas visões heréticas. Numa delas, Joana teria visto o rei deitar-se sobre seu colo e deixar-se catar por ela. Nas palavras da historiadora: "Da mesma forma que afetivizava a religião, a mentalidade popular estabelecia liames estreitos com o monarca desaparecido, mostrando como o sebastianismo era vivido nas relações cotidianas, o monarca se apresentando tão piolhento como os homens que habitavam seu reino."
A popularidade latente do Sebastianismo persistiu ao longo do século XVIII. Em 1752, um sebastianista previu que um terrível terramoto destruiria Lisboa no Dia de Todos os Santos e quando o terremoto se deu três anos depois (1 de novembro de 1755), houve uma vaga de conversos ao sebastianismo.
O mais duro golpe contra o sebastianismo foi desferido pela violenta perseguição durante o governo do Marquês de Pombal, como parte de sua campanha contra os jesuítas, que expulsou do país mediante acusação de terem (entre outras coisas) inventado o sebastianismo e os versos de Bandarra, pela sua associação com António Vieira. Em 1761, dois homens foram presos e entregues à Inquisição por propagarem ideias sebastianistas.
Não obstante a contínua condenação oficial, os versos do Bandarra mantiveram-se sempre em edição, como uma forma de literatura popular. Em 1803 o Marquês de Nisa patrocinou uma nova edição dos versos de Bandarra, em Nantes.[carece de fontes?]
Durante as guerras napoleónicas, a ocupação de Portugal pelas forças francesas sob o comando do marechal Junot provocou um renascimento sebastianista. Algumas das profecias de Bandarra foram vistas como confirmadas sobretudo pelo facto de o marechal Junot ter ordenado a cobrança universal de impostos igualmente de todos os portugueses, juntamente com a resultante agitação social. As invasões francesas motivaram novas edições dos versos de Bandarra, em 1809, prefaciados por frei José Leonardo da Silva, em 1815 e 1822.

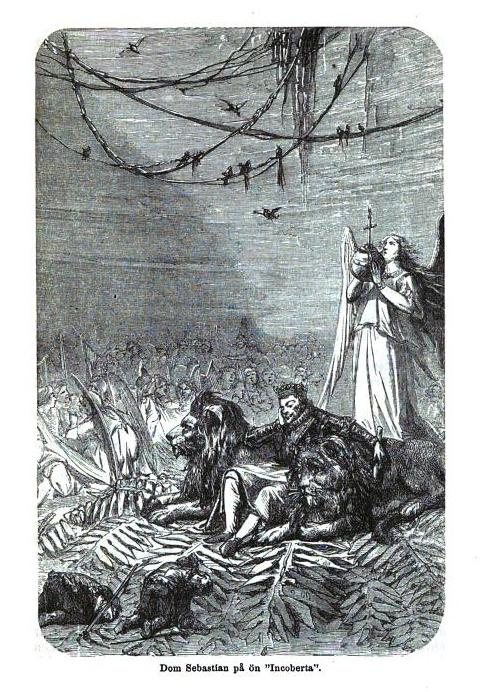
D. Sebastião na Ilha Encoberta. Ilustração oitocentista Sueca.

O poeta Fernando Pessoa, na sua obra Mensagem, faz uma interpretação sebastianista da História de Portugal. O poema reinterpreta-a em função de uma ressurreição de um passado heróico:
“Screvo meu livro à beira-mágua.
Meu coração não tem que Ter.
Tenho meus olhos quentes de água.
Só tu, Senhor, me dás viver.
Só te sentir e te pensar
Meus dias vácuos enche a doura
Mas quando quererás voltar?
Quando é o Rei? Quando é a Hora?
Quando virás a ser o Christo
De a quem morreu o falso Deus,
E a despertar do mal que existo
A Nova Terra e os Novos Céus?
Quando virás, ó Encoberto?
Sonho das eras portuguez,
Tornar-me mais que o sopro incerto
De um grande anceio que Deus fez?
Ah, quando quererás, voltando,
Fazer minha esperança amor?
Da nevoa e da saudade quando?

Quando, meu sonho e meu Senhor?”
A ideia de nacionalismo relacionada ao sebastianismo também está presente na História de Portugal, de Joaquim Pedro de Oliveira Martins, que escreveu que “Para nós, o Sebastianismo é uma prova póstuma da nacionalidade. Na hora das agonias derradeiras, os soluços violentos do povo traziam aos lábios a voz íntima, e proferiam de um modo eloquente e altissonante o pensamento natural orgânico”.
O rei D. Sebastião faz parte de muitos contos folclóricos portugueses, particularmente dos Açores; geralmente aparece montado num cavalo branco, às vezes seguido por companheiros. Por vezes referido como "o rei encantado", costumam envolver o monarca surgindo diante de um morador ou vários, em noites de lua cheia ou dias santos, como a festa de São João, e fazendo-lhes uma pergunta simples (como "quem reina?" ou "quem vive?"); uma resposta correcta desencantaria o rei, ao passo que uma resposta errada resulta simplesmente no desaparecimento do rei, para reaparecer noutra ocasião.

## Sebastianismo no Brasil
O sebastianismo também influenciou certos movimentos brasileiros em todo o país, desde o Rio Grande do Sul até ao norte do Brasil, principalmente no início do século XX.
No nordeste destacam-se dois movimentos sebastianistas no interior do estado de Pernambuco, que, segundo a crítica aos movimentos na época, tiveram um caráter político-religioso violento e com líderes fanáticos, que ludibriavam a população de boa fé, já vítima dos problemas da seca. O primeiro, A Tragédia do Rodeador, foi liderado por Silvestre José dos Santos que, em 1819, criou um arraial em um local denominado Sítio da Pedra. Ele foi destruído em 1820 pelo governador do estado, Luiz do Rego. Esta destruição, conhecida como Massacre de Bonito, matou 91 pessoas e feriu mais de 100. Depois disso, mais de 200 mulheres e 300 crianças foram aprisionadas e mandadas para Recife.
O segundo movimento é conhecido como A Tragédia da Pedra Bonita. Foi criada uma espécie de reino na localidade de Pedra Bonita, na Serra Formosa, por João Antonio dos Santos. Como o sucessor de João Antonio, João Ferreira, pregava que o rei D. Sebastião só voltaria se a Pedra Bonita fosse banhada de sangue, foi promovido um grande massacre no qual morreram 87 pessoas. Este arraial foi destruído pelo major Manoel Pereira da Silva.
Este último movimento inspirou o escritor José Lins do Rego a escrever o romance Pedra Bonita, além do romance A Pedra do Reino de Ariano Suassuna.
No Maranhão, há uma crença, especialmente na ilha dos Lençóis, no litoral do estado, de que o Rei D. Sebastião viveria nesta ilha, havendo muitas lendas em torno de sua figura, como se transformar em um touro negro encantado, com uma estrela na testa.  O couro do boi do Bumba-meu-Boi, principalmente os de sotaque de zabumba e de pandeiros de costa de mão, das regiões de Cururupu e Guimarães, costuma ter a ponta dos chifres em metal dourado e traz, bordada na testa, uma estrela de ouro e jóias, em alusão à lenda. Religiões de matriz africana no estado, como o tambor de mina e o terecô, também tem especial relação com o rei Sebastião, que figura como um encantado.